# 不条理演劇
不条理演劇（ふじょうりえんげき）または不条理劇（ふじょうりげき）とは、人間、特に現代人の不条理性や不毛性を描こうとする戯曲や演劇の手法もしくはその手法に基づく演劇活動そのものを指す。不条理劇とも言われる。評論家マーティン・エスリンの著書“The Theatre of the Absurd” (1962年 日本語訳名『不条理の演劇』小田島雄志訳 1968年 晶文社)で命名され、定着した。

## 概要
不条理演劇の代表的な作り手には、ベケットやイヨネスコ、ハロルド・ピンターやエドワード・オールビー、ジャン・ジュネ、日本では別役実などの劇作家がいる。
不条理演劇が生まれた背景には、ニーチェ、サルトル、カフカやアルベール・カミュなどによる実存主義思想と、第二次世界大戦でヨーロッパが受けた衝撃と荒廃がある。
カミュは、人間は不条理な存在であるとした(『シジフォスの神話』1942年)。先述の評論家マーティン・エスリンは、不条理な人間存在を描く劇作家達の作品や活動を、カミュの論を元に不条理演劇と名付けた。しかしエスリンは、カミュやサルトルの戯曲が内容は人間存在の不条理を描きながら形式ではリアリズム演劇などと同様の伝統的台詞劇であったのに対して、イヨネスコやベケットらの作品は形式も台詞劇を破壊しており内容と形式が一致していると指摘し、カミュ、サルトルらに対して新しさがあるとした。
アルフレッド・ジャリの「ユビュ王」（1888年）が不条理演劇に重大な影響を与えた。
リアリズム演劇を含め、従来の演劇では、登場人物たちによる状況の変化を求める行動が、新たな状況を具体的に生み出し、最終的に状況が打開されるか、悲劇的な結末を迎える。このダイナミズムがストーリーの軸となっている。行動とその結果の因果律が明確な世界観と言える。
これに対し、不条理演劇では、登場人物の行動とその結果、時にはその存在そのものが、因果律から切り離されるか、曖昧なものとして扱われる。登場人物を取り巻く状況は最初から行き詰まっており、閉塞感が漂っている。彼らはそれに対しなんらかの変化を望むが、その合理的解決方法はなく、とりとめもない会話や不毛で無意味な行動の中に登場人物は埋もれていく。ストーリーは大抵ドラマを伴わずに進行し、非論理的な展開をみせる。そして世界に変化を起こそうという試みは徒労に終わり、状況の閉塞感はより色濃くなっていく。
言語によるコミュニケーションそのものの不毛性にも着目し、言葉を切りつめたり、台詞の内容から意味をなくしたりする傾向も見られる。また、舞台装置や小道具を、登場人物の心理的状況をなんらかの形で象徴するものとして扱うことも多く見られる。その好例としては、ベケットの代表作『ゴドーを待ちながら』（1952年）に出てくるぽつんと立つ1本の木や、別役実作品に度々登場する電信柱などが挙げられる。
このような手法を用いた結果、人間存在の不毛さを描きながらも、詩的で鮮やかで、時にはコミカルな世界が、舞台上に描き出されることとなった。
不条理演劇が現代演劇に与えた影響は極めて大きい。それは、不条理演劇の系譜を受け継ぐ舞台作品のみならず、従来からあるリアリズム演劇や、その他の様々な分野に及んだ。
また演劇のみならず、映画やテレビドラマなど、他のメディアにおける芸術表現においても、状況や登場人物の設定になんらかの形で不条理演劇的な要素を組み込むことで、その内容がリアルな現代を描いたものであることを強調するテクニックが使われるようになった。漫画においても、「不条理4コマ漫画」という分野が確立している。